# RKW Architektur +
Die RKW Architektur + Rhode Kellermann Wawrowsky GmbH ist ein Architekturbüro in Düsseldorf sowie Standorten in Leipzig, Münster, München, Dortmund und Berlin. Das Unternehmen ist in den Bereichen Hochbau, Innenarchitektur und Stadtplanung tätig. Im Jahr 1950 von Helmut Rhode in Düsseldorf gegründet, wird das Unternehmen heute von acht Gesellschaftern geleitet.

## Bauten (Auswahl)
(Quelle: )
- 2022: Deutsches Museum, München[4]
- 2022: Donauquartier, Passau[5]
- 2021: ENTER, Berlin[6][7]
- 2021: KAP1, Düsseldorf[8]
- 2021: Bürogebäude LIST Gruppe, Nordhorn und Bielefeld
- 2021: Henkel Z55 – Inspiration Center Düsseldorf, Düsseldorf
- 2021: OBRKSSL, Düsseldorf
- 2020: Heinrich-Heine Universität Gebäude 23.21, Düsseldorf
- 2020: DZ Bank Foyer, Frankfurt
- 2020: BMW Fahrsimulationszentrum, München
- 2019: Forum Schwanthalerhöhe, München
- 2019: Campus West – RWTH Aachen, Aachen
- 2019: ILH – Forschungszentrum Institut für Leichtbau mit Hybridsystemen, Paderborn
- 2019: MTU Aero Engines Testzentrum, München
- 2019: HolidayInn, Danzig
- 2018: CROWN Umbau Kaufhof, Düsseldorf
- 2018: MAN A60, München
- 2018: BBDO, neue Arbeitswelten, Düsseldorf
- 2018: Amprion Hauptverwaltung, Dortmund
- 2018: Albrecht-Dürer Berufskolleg, Düsseldorf
- 2017: Ciel et Terre, Düsseldorf
- 2016: Headquarters Douglas Deutschland in Düsseldorf
- 2016: Neubau von Notunterkünften, Liebrechtstraße in Essen
- 2016: B&B Hotel, Mercartorstraße in Duisburg
- 2016: Skulpturenhalle Neuss
- 2016: Erweiterung DHL Air Hub in Leipzig
- 2015: Hauptverwaltung Hackforth Holding in Herne
- 2015: Milaneo in Stuttgart
- 2015: Einkaufszentrum Forum Hanau in Hanau
- 2015: Edeka-Center in Hannover
- 2015: Hauptverwaltung Südzucker AG in Mannheim
- 2015: Rotationsgebäude Universität Duisburg-Essen in Essen
- 2014: Motel One in Leipzig
- 2014: Schule Steinkaul in Düsseldorf
- 2014: B.O.C. Bonneshof Office Center Düsseldorf
- 2014: Panta Rhei. Verwaltungsgebäude nahe Flughafen Düsseldorf
- 2013: Green Office. Bürogebäude für das IOC in Sotschi
- 2013: UN Campus Klimasekretariat in Bonn
- 2012: Leopoldina in Halle (Saale)
- 2010: Audi Campus T 23 Aggregate Center in Ingolstadt
- 2010: PGE Arena Gdańsk in Danzig
- 2009: LzO Landessparkasse zu Oldenburg
- 2009: KfW Haupthaus in Frankfurt am Main
- 2006: Karstadt in Leipzig
- 2004: Königpalast in Krefeld
- 2001: ARAG-Tower in Düsseldorf
- 2000: Deutsche Börse in Frankfurt am Main
- 2000: Rathauspassagen (Umbau) in Berlin
- 2000: Sevens Center in Düsseldorf
- 1996: CentrO in Oberhausen
- 1995: Umbau Specks Hof in Leipzig
- 1959: Das Haus am Seestern in Düsseldorf
- 1957: ARAG Hauptverwaltung in Düsseldorf

## Auszeichnungen (Auswahl)
RKW erhielt mehr als 100 Preise in nationalen und internationalen Wettbewerben, darunter mehr als 50 erste Preise und zahlreiche für vorbildliche Bauten.
- 2021: Thüringer Staatspreis für Baukultur, Sonderpreis Barrierefreiheit für das Projekt Gemeinschaftsschule Wenigenjena
- 2021: Fachmarkt Star für das Projekt Kaufland Bergkamen, Kategorie Neubau
- 2020: FIABCI Prix d’Excellence (Gold, Gewerbe) für das Projekt O-Werk Bochum
- 2020: MIPIM Award (Marché International des Professionnels de l’immobilier) 1. Preis in der Kategorie „Best Urban Projects“, Speicherinsel, Danzig
- 2020: Immobilienmanager Award in der Kategorie Projektentwicklung Bestand | Preisträger: Projektentwickler HBB mit dem RKW-Projekt „Forum Schwanthalerhöhe, München“
- 2019: reddot award winner, Brands & Communication Design für www.rkw.plus
- 2019: Europäischer Innovationspreis GCSC, 3. Platz für das Projekt Crown
- 2018: polis Award 2018, 1. Preis in der Kategorie „Reaktivierte Zentren“ für das Projekt Crown
- 2018: Fachmarkt Star für das Projekt Crown
- 2018: Shortlist DAM Preis für die Notunterkünfte Essen
- 2018: German Design Award „Special Mention“ für das Projekt Crown
- 2017: Auszeichnung guter Bauten 2017, BDA Essen, Anerkennung und Publikumspreis Neubau von Notunterkünften, Liebrechtstraße in  Essen
- 2016: Branchenpreis „Fachmarkt Star“, Nidder-Forum
- 2016: ICSC European Shopping Centre Awards, Kategorie: New Developments – Large/Extra large, Milaneo Stuttgart
- 2016: Immobilienmanager Award in der Kategorie Stadtentwicklung, Preisträger: Stadt Hanau und der Projektentwickler HBB mit dem RKW-Stadtbau-Projekt „Innenstadtsanierung Hanau“ und dem Kern-Hochbauprojekt „Forum Hanau“
- 2014: Europäische Innovationspreis des GCSC, Preisträger: Stadt Hanau und der Projektentwickler HBB mit dem RKW-Stadtbau-Projekt „Innenstadtsanierung Hanau“ und dem Kern-Hochbauprojekt „Forum Hanau“
- 2013: Hauptpreis für das beste Sportprojekt Polens 2013 für die „PGE-Arena“ in Danzig, vergeben vom olympischen und paralympischen Komitée
- 2013: MIPIM Award 2013 – Erster Preis in der Kategorie – Best Futura Mega Projects – für das „Milaneo“ in Stuttgart
- 2012: ICSC – European Shopping Centre Award – für die „Pasing Arcaden“ in München
- 2011: 1. Preis Green Building Recognition Program für das Bürogebäude des Olympischen Komitees – „Green Office“ – in Sotschi
- 2008: Green Building Award für das „KfW Haupthaus“ in Frankfurt
- 2007: Architekturpreis der Stadt Leipzig für den Konsum-Supermarkt Coppistraße in Leipzig
- 2006: ICSC-Award des International Council of Shopping Centers für die „Schlössle Galerie“ in Pforzheim
- 2006: Auszeichnung guter Bauten 2006 des BDA Düsseldorf für das „Haus der Ärzteschaft, 2. BA“, Düsseldorf
- 1996: European Shopping Center Award für die Rathaus-Galerie Wuppertal